# Lazaga (L)
El Destructor Lazaga (L) era un destructor de la Armada Española perteneciente a la Clase Alsedo que participó en la guerra civil en el bando republicano.

## Historial
Se le designó junto con sus gemelos, los destructores Alsedo y Velasco para participar en el desembarco de Alhucemas, aunque finalmente no pudo estar presente por hallarse en fase de pruebas.
Al iniciarse la Guerra Civil, se encontraba en reparaciones en Cartagena, quedando en el bando gubernamental.
El Lazaga estuvo en el combate frente al cabo de Palos, el 20 de agosto de 1937 el submarino legionario italiano Finzi le lanza un torpedo fallando el blanco. Al verse obligado a hacer inmersión por ser atacado después con cargas de profundidad por otros destructores, debido a problemas con la maquinaria, pasó los últimos meses de la guerra inactivo en Cartagena.
El Lazaga  fue gravemente averiado el 5 de marzo de 1939 tras un bombardeo por parte de 5 trimotores Savoia-Marchetti SM.79, en el que también resultaron dañados los destructores Alcalá Galiano y Sánchez Barcáiztegui.
Apresado por los rebeldes en Cartagena al finalizar la guerra, pasa a la Armada franquista y es trasladado al Ferrol para su remodelación. Se mejoró su artillería antiaérea, siendo dado de baja en 1961.

### Buques de la clase
- Alsedo (A)
- Velasco (V)

### Listas relacionadas
- Anexo:Destructores de España